# Полшков, Михаил Константинович
Михаил Константинович Полшков (1913—1978) — советский геофизик, сейсморазведчик, лауреат Государственной премии СССР, доктор технических наук. Организатор и первый заведующий (1975—1978) кафедры сейсмометрии и геоакустики геологического факультета МГУ.

## Биография
Родился 21 ноября 1913 года в селе Яконово Вышневолоцкого уезда Тверской губернии. Происходил из рабочей семьи.
Окончил геофизический факультет Московского геологоразведочного института (1936).
В 1936—1941 инженер сейсморазведочных партий на Крайнем Севере, аспирант Научно-исследовательского института геологии Арктики.
Участник Великой Отечественной войны, офицер Балтийского флота.
С 1943 г. работал в Центральной научно-исследовательской лаборатории «Геофизика». В 1947 г. назначен директором организованного на её базе Научно-исследовательского института прикладной геофизики (ВНИИ Геофизики) и пробыл в этой должности более 30 лет (с 1975 г. генеральный директор научно-производственного объединения «Союзгеофизика»).
Кандидат технических наук(1944), доктор технических наук (1960), тема докторской диссертации «Устанавливающиеся процессы и разрешающая способность сейсмической аппаратуры». Профессор (1963).
Организатор и первый заведующий (1975—1978) кафедры сейсмометрии и геоакустики геологического факультета МГУ. Читал курс «Сейсморазведка».
Председатель Научного совета АН СССР по геофизическим методам исследований, член Межведомственного совета по сейсмологии и сейсмостойкому строительству при Президиуме АН СССР.
Государственная премия СССР (1971) — за работу по коренному усовершенствованию сейсморазведки на нефть и газ. Награждён орденами Ленина (1948), Трудового Красного Знамени (1971), «Знак Почета» (1948), и десятью медалями. Заслуженный деятель науки и техники РСФСР.
Похоронен на Кунцевском кладбище.